# Yoshinori Muto
Yoshinori Muto (武藤 嘉紀 Muto Yoshinori; Tóquio, 15 de julho de 1992) é um futebolista japonês que atua como atacante. Atualmente joga pelo Vissel Kobe.

## Seleção
Sua estreia aconteceu em 2014, contra o Uruguai, em um amistoso no Sapporo Dome.